# Damián Barreiro Maceiras
Damián Barreiro Maceiras   (A Estrada, 9 d'agost de 1984 - Avilés, 6 de febrer de 2025) va ser un periodista i escriptor asturià, guanyador de tres edicions del premi Máximo Fuertes Acevedo d'assaig.

## Trajectòria
Es va llicenciar en periodisme per la Universitat del País Basc i va cursar un màster en Gestió Cultural a la Universitat Oberta de Catalunya. A més, a la Universitat d'Oviedo va obtenir el títol d'especialista universitari a «Astúries. Espai, Patrimoni, Història i Cultura».
El setembre de 2017 es va incorporar a l'equip d'Europa Press, on cobria informació regional i local i s'encarregava del servei de notícies en asturià. Va ser guionista de programes divulgatius sobre música, literatura i història d'Astúries en mitjans com la Radiotelevisión del Principáu d'Asturies, Asturies.com o Les Noticies.
Era militant actiu de la Xunta pola Defensa de la Llingua Asturiana. A Youtube, gestionava el canal Horros & Frixuelos en el qual analitzava les relacions entre la cultura asturiana i la cultura pop contemporània.

## Reconeixements
Va guanyar en tres ocasions el premi Máximo Fuertes Acevedo d'assaig en asturià que concedeix la Conselleria de Cultura, Política Lingüística i Turisme del Principat d'Astúries. El 2014, el va guanyar amb l' obra Caleya Sésamu: el papel de la televisión na tresmisión interxeneracional de la llingua, el 2018 amb Asturploitation i el 2022 amb Asturianía kitsch: decálogu de la cultura pop ástur. Al llarg de la seva trajectòria, va ser reconegut amb altres guardons pels seus assajos sobre llengua asturiana i cultura audiovisual.
El febrer de 2025, amb motiu de la seva defunció, va rebre un homenatge al Congrés Mundial de Cultura Asturiana, celebrat a Oviedo.